# 田寮村 (崖门镇)

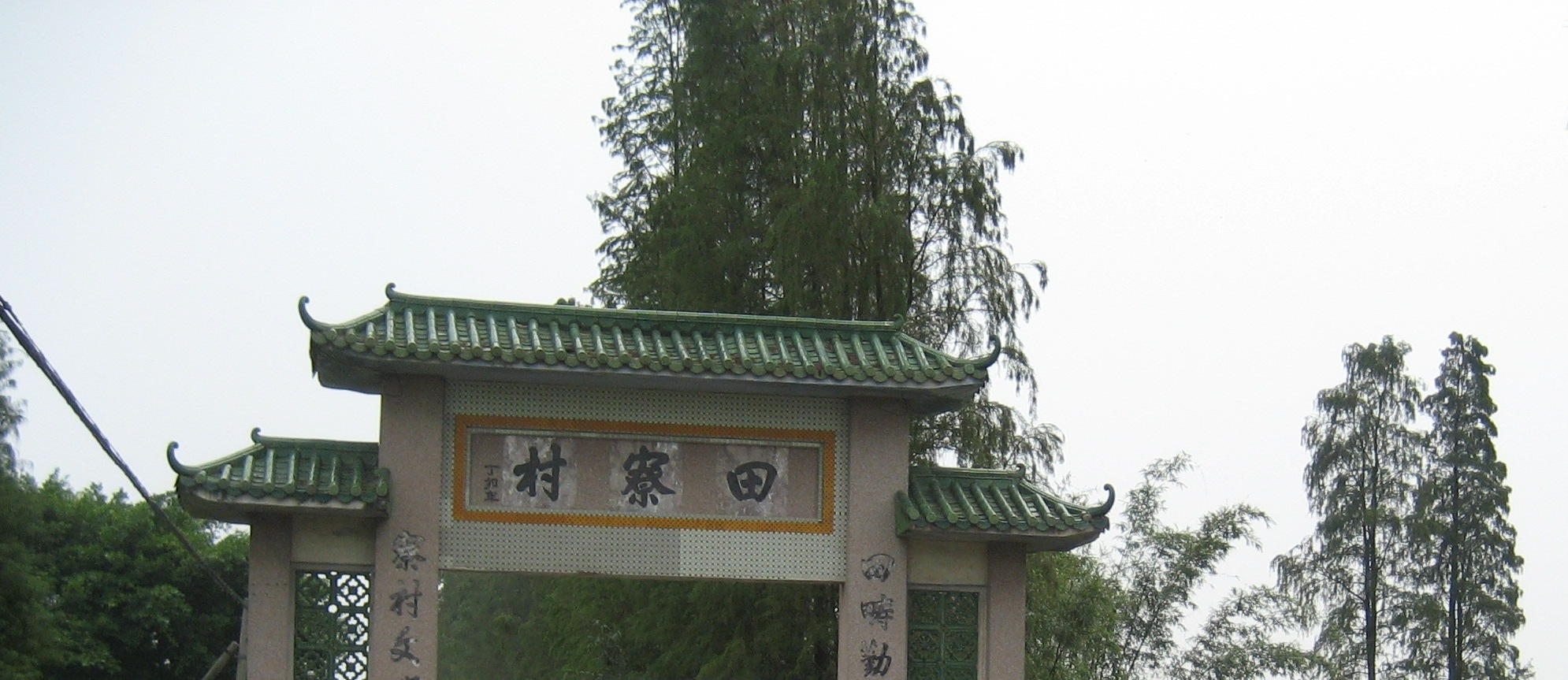

田寮村是廣東省江门市新会区崖门镇的一個村。

## 地理
田寮村位于廣東省江门市新会区崖门镇, 在北边有南合村，在西边有橫水村，东边有银洲湖。

## 交通

### 主要交通幹道
- 南门公路（271省道）

## 通信
- 邮编：529152
- 区号: 0750